# Strada Statale 64 Porrettana
Die Strada Statale 64 (SS 64) ist eine italienische Staatsstraße, die 1928 zwischen Ponte Petri und Ferrara festgelegt wurde. Der Abschnitt Bologna – Ferrara geht zurück auf einen Teilabschnitt der 1923 festgelegten Strada nazionale 56. Wegen ihrer Führung über Porretta Terme erhielt die SS 64 den namentlichen Titel „Porrettana“. 1934 wurde sie ab Venturia über den Passo di Collina (welchen sie mittlerweile durch einen Tunnel unterquert) nach Pistoia geführt und die ursprüngliche Trasse wurde zur Provinzialstraße. Dieser Abschnitt wurde 1971 erneut Staatsstraße. Er bekam die Nummer 632 und den Titel „Traversa di Pracchia“. 2001 erfolgte die erneute Abstufung zu Provinzialstraße. In ihrem Verlauf südlich von Bologna wurde die SS 64 auf Umgehungsstraßen gelegt und verläuft dadurch im Abschnitt, wo sie den Apennin quert, durch viele Tunnel.